# 2-アミノプリン
2-アミノプリン（英語: 2-aminopurine）は、グアニンとアデニンの核酸アナログである。核酸研究において蛍光分子マーカーとして用いられる。アデニンのアナログとしてチミンと対になるのが最も一般的だが、グアニンのアナログとしてシトシンと対になることもある。このため、実験室では突然変異誘発に使われることもある。